# Parapercis lutevittata
Parapercis lutevittata és una espècie de peix de la família dels pingüipèdids i de l'ordre dels perciformes.

## Etimologia
El seu nom específic (lutevittata) deriva dels mots llatins lute (groc) i vitta (ratlla) en referència a la seua franja longitudinal de color groc que s'estén des de la base de les aletes pectorals fins a la base de la caudal.

## Descripció
- El seu cos fa 15 cm de llargària màxima i mostra 4-5 franges transversals, grans, de color marró fosc i en forma de V sobre el costat superior del cos; nombrosos punts negres dispersos entre les bandes transversals abans esmentades i al voltant i la base de les aletes pectorals; una banda vertical fosca a sota de l'ull; una línia longitudinal, irregular, difusa i de color groc al llarg de la part mitjana del cos; aletes pectorals transparents i de color marró vermellós; aletes pelvianes de grises a negroses; una gran taca marró o negra a la base de les aletes pectorals i una altra, gran i negra, sobre la base de l'aleta caudal. 4-6 espines i 23-24 radis tous a l'aleta dorsal i 1 espina i 19-21 radis tous a l'anal (tots els radis d'aquestes dues aletes són ramificats). 17 radis a les aletes pectorals, 5 a les pelvianes i 15 -ramificats- a la caudal. La cinquena espina de l'aleta dorsal és la més allargada del conjunt. Marge posterior de l'aleta caudal arrodonit. Aletes pelvianes a penes arribant a l'anus. Absència d'osca entre l'àrea espinosa i la dels radis tous de l'aleta dorsal. Taca negra prominent a la membrana de l'aleta dorsal entre la primera i la quarta espines. Boca gran, obliqua i amb la mandíbula inferior sortint. Presència de dents palatines. Escates ctenoides al cos, l'abdomen i les galtes. 66 escates a la línia lateral. 9 escates des de la línia lateral fins al centre de l'aleta dorsal i 19 des de la susdita línia fins a l'origen de l'aleta anal. 10+22 (rarament 21) vèrtebres. 13 branquiespines curtes i espinoses. Opercle amb una única espina al nivell del marge inferior de l'ull (vist des dels costats). Línia lateral contínua i lleugerament arquejada per sobre de les aletes pectorals. Està estretament relacionat amb Parapercis sexfasciata, ja que només hi ha un 7,9% de divergència genètica entre totes dues espècies.[3][5]

## Hàbitat i distribució geogràfica
És un peix marí, pelàgic (entre 50 i 100 m de fondària) i de clima subtropical (34°N-33°N, 133°E-134°E), el qual viu al Pacífic: des de la badia de Tosa (el sud del Japó) fins a Taiwan i, probablement també, el Vietnam.

## Observacions
És inofensiu per als humans.